# Dučići (Chorwacja)
Dučići – wieś w Chorwacji, w żupanii karlowackiej, w mieście Ozalj. W 2011 roku liczyła 21 mieszkańców.